# Сарін
Сарі́н (фр. Sarine) або За́ане (нім. Saane) — річка на північному заході Швейцарії завдовжки 126 км. Найбільша ліва притока річки Ааре.

## Опис
Витік річки розташований поблизу села Гштайг у гірському масиві Дьяблере. Звідти тече на північ до Гштаада, потім повертає на захід і протікає через Пеї-д'Ано. Біля Монтбовона знову змінює напрямок на північ і протікає через водосховище Грюєр. Далі вона тече на північ у напрямку Фрібура, потім повертає на північний схід, проходить через водосховище Шиффенен і продовжує рух у тому ж напрямку до гирла, впадаючи в річку Ааре на захід від Берна.
Водозбірний басейн річки займає 1900 км², а найбільші притоки — Глан і Зензе. Сарін перетинає землі кантонів Берн (округ Оберзімменталь-Заанен), Во (округ Рів'єра-Пеї-д'Ано), Фрібур (округи Грюєр, Сарін, Зензе і Зее) та знову Берн (округ Берн-Міттельланд) перед впадінням в Ааре у Вілерольтігені.
Річку часто ототожнюють із так званою мовною межею між франкомовною та німецькомовною частинами Швейцарії. Сарін не завжди текла в цьому напрямку і сучасним руслом. Під час льодовикового періоду льодовики наносили морени, які утворили природні дамби, через що вода змінила течію, утворивши численні меандри.

## Історія
Згадується як Sanona у 1039 році, як Seroye у 1259 році, як Serona у 1271 році, як Sane у 1360 році, як Sarina у 1425 році, німецькою — Saane. У XI столітті вздовж меандрів річки почалася забудова, було зведено мости, абатства та укріплені форти. Міста Фрібур, Грюєр і Лаупен були засновані у XII столітті. Басейн Сарін був заселений галло-римлянами та належав до ареалу франко-провансальських мов. Кордон із німецькими племенами проходив на схід від річки. У Середньовіччі регіон перебував під впливом Лозаннської єпархії. Верхів'я річки до Розена знаходилося в окрузі Грюєр і було під управлінням Савойського графства з 1244 по 1536 рік. Нижня течія перебувала під контролем герцогів Церінгенів, а форти Грасбурга, Лаупена та Гюмменена слугували оборонними укріпленнями на кордоні з Савоєю вздовж лінії Зензе. З XIV століття переправа через річку стала об'єктом суперечок між Берном і Фрібуром. До 1470 року Фрібур установив свій вплив у центральному регіоні, а згодом поширив його на Грюєр. У 1555 році Пеї-д'Ано і Заанен перейшли під контроль Берна.
За винятком Фрібура, який є політичним, культурним і економічним центром, басейн Сарін залишався сільськогосподарським регіоном. Верхів'я річки, розташовані на висоті від 700 до 1000 метрів (Пеї-д'Ано і Грюєр), використовувалися для молочного виробництва, тоді як у низов'ях (нижче 700 м) переважало вирощування зернових. На правому березі розташовані переважно ферми, тоді як на лівому більше міст. Сарін була судноплавною з XIV століття, а сплав деревини здійснювався до XIX століття. Перепад висот річки становить 1895 м, на ній зведено кілька гідроелектростанцій і дамб.